# Greatest Hits III (Куийн)
„Greatest Hits III“ е компилация на британската рок група Куийн. Тази компилация съдържа песни и хитове от последните дни на членовете на групата, както и на други изпълнители заедно с Куийн (оттук идва и Куийн +). Greatest Hits III е издадена на 8 ноември 1999 и въпреки че не съдържа най-големите хитове на групата тя се представя добре в класациите.

## Списък с песните
Албумът съдържа 17 песни.
1. Куийн + Елтън Джон: The Show Must Go On [На живо 1997] (Куийн) – 4:35
2. Куийн + Дейвид Боуи: Under Pressure (Rah Mix) [Ремикс 1999; Ориг. 1981] (Куийн/Боуи) – 4:08
3. Фреди Меркюри + Монсерат Кабайе: Barcelona [1987] (Меркюри/Моран) – 4:25 (Сингъл-версия)
4. Куийн: Too Much Love Will Kill You [1995] (Мей/Мъскер/Лемърс) – 4:18
5. Куийн + Джордж Майкъл: Somebody to Love [На живо 1992] (Меркюри) – 5:07
6. Куийн: You Don’t Fool Me [1995] (Куийн) – 5:22
7. Куийн: Heaven for Everyone [1995] (Тейлър) – 4:37 (Сингъл-версия)
8. Куийн: Las Palabras de Amor (The Words of Love) [1982] (Мей) – 4:29
9. Брайън Мей: Driven by You [1991] (Мей) – 4:09
10. Фреди Меркюри: Living on My Own [Ремикс 1992; Ориг. 1985] (Меркюри) – 3:37
11. Куийн: Let Me Live [1995] (Куийн) – 4:45
12. Фреди Меркюри: The Great Pretender [1987] – 3:26
13. Куийн: Princes of the Universe [1986] (Меркюри) – 3:31
14. Куийн + Вайклеф Йаж: Another One Bites The Dust (Small Soldiers Remix) 1998; Ориг. 1980] (Дийкън) – 4:20
15. Куийн: No-One But You (Only the Good Die Young) [1997] (Мей) – 4:11
16. Куийн: These Are the Days of Our Lives [1991] (Куийн) – 4:22
17. Куийн: Thank God It’s Christmas [1984] (Тейлър/Мей) – 4:19

## Състав
- Фреди Меркюри: водещи и беквокали, пиано
- Брайън Мей: китари, клавиши
- Роджър Тейлър: барабани
- Джон Дийкън: бас
- Елтън Джон: вокали
- Дейвид Боуи: вокали
- Джордж Майкъл: вокали